# محمدابراهیم معتمدالملک جوانشیر
محمدابراهیم معتمدالدوله جوانشیر از دولتمردان دوره قاجار بود. او پسر ابوالفتح خان جوانشیر و نواده ابراهیم خلیل جوانشیر (خان قره‌باغ در دوران فتحعلی‌شاه قاجار) بود. پس از برادرش عباسقلی معتمدالدوله جوانشیر وزیر عدلیه شد و لقب «معتمدالملک» گرفت.